# Estadio Municipal Arturo Echazarreta Larraín
El estadio municipal Arturo Echazarreta Larraín es un recinto deportivo de la Región de Valparaíso, administrado por la Ilustre Municipalidad de Casablanca. Fue nombrado como «Arturo Echazarreta Larraín», en honor a un antiguo alcalde de la ciudad.
Se encuentra situado en la calle Punta Arenas 160, al frente de Inés Parada, con Constitución. Cuenta con una capacidad de 1672 espectadores sentados.